# Protógenes
Protógenes (siglo IV a. C.) fue un antiguo pintor griego, rival y contemporáneo del famoso Apeles. Nació en Cauno, en la costa de Caria, en la actual Turquía, residió en Rodas en la segunda mitad del siglo IV a. C. Fue en su época un pintor muy admirado por su minuciosidad y el complejo acabado con el que culminaba sus obras, tanto dibujos como pinturas. Apeles, su gran rival, impactado frente a una de sus obras tan sólo pudo consolarse diciendo que “esperaba la inspiración”.

## Obra
En la pintura conocida como Jalisos invirtió siete años; para Sátiro, trabajó constantemente durante el sitio de Rodas por Demetrio Poliorcetes en el 304 a. C. desdeñando el hecho de que el jardín en el que se encontraba pintando era parte del territorio donde se asentaba el ejército enemigo. Demetrio, por su cuenta, se encargó de la seguridad de éste; incluso, cuando fue informado de que el Jalisos mencionado anteriormente, estaba en una parte de la ciudad expuesta al asalto, Demetrio cambió su plan de ataque.
Jalisos era un héroe local, fundador de la ciudad homónima en la isla de Rodas, probablemente representado con la figura de un cazador. Esta pintura todavía permanecía en Rodas en tiempos de Cicerón, posteriormente fue trasladada a Roma, donde se perdió como consecuencia del incendio del Templo de la Paz. El cuadro Sátiro también pintado durante el sitio de Rodas consistía en un sátiro inmóvil, sustentando un pilar sobre el cual se encontraba la imagen de una perdiz, tan real que pasaba inadvertida a los espectadores. Molesto con la circunstancia el autor la retiró de la obra.
Sátiro debió ser una de sus últimas obras. Debía de tener entonces una edad cercana a los setenta años, y había disfrutado de fama y reputación solo comparables a la de Apeles, su amigo y benefactor. Ambos fueron diestros en la utilización del color mediante en cuanto se lo permitió la técnica de la época, y también fueron meticulosos en la práctica del dibujo a su vez sin duda con la intención de mejorar su técnica de la perspectiva, obtener llamativos efectos y perfeccionar sus encajes. Un ejemplo de esto lo encontramos en la escena en la que se cuenta que encontrando Apeles un panel listo para pintar se abalanzó sobre él con un pincel, dibujó una línea y dijo que era suficiente para los “elegidos”. Protógenes de vuelta a casa cogió un pincel con otro color y dibujó otro trazo que dividió la de Apeles en dos, este a su vez, retado, dibujó con un tercer color sobre la línea de Protógenes, el cual admitió haber sido superado. Esta pintura fue vista por Plinio el Viejo en Roma, donde fue muy admirada y donde también ardió.
En la galería de pinturas albergada en los Propíleos de Atenas se dice que fue expuesta una pieza de Protógenes, en la que se representaban dos figuras representando las personificaciones de la costa de Ática; Paralus y Hamonias. Para la cámara del consejo de Atenas pintó figuras de tesmotetas, pero con una representación desconocida hoy en día. Probablemente estas obras se realizaron en la misma Atenas y fueron la causa de su encuentro con Aristóteles, quien le sugirió como objeto de su obra las hazañas de Alejandro Magno en las cuales utilizó para su representación una idealización espiritual, que se acostumbró a utilizar. Este estilo debió ser el utilizado también en los retratos de Cídipe y Tlepólemo, personajes legendarios de Rodas.
A lo largo de su extensa obra destacaron junto a las mencionadas otras como La madre de Aristóteles, Philiscus el dramaturgo, y El rey Antígonas. Protógenes fue también escultor y realizó diversas esculturas y bronces de atletas y guerreros, cazadores y personas realizando sacrificios rituales igualmente muy apreciadas.